# Hubert Gignoux
Pour les articles homonymes, voir Gignoux.
Hubert Gignoux, né le 13 février 1915 à Lyon 2e et mort le 26 février 2008 à Paris 7e, est un metteur en scène et comédien français. Il est l'un des pionniers de la décentralisation théâtrale. Il est le fils de Claude-Joseph Gignoux.

## Biographie
Étudiant en droit et en sciences politiques, il intègre entre 1932 à 1939, les Comédiens routiers et le théâtre de l'Oncle Sébastien de Léon Chancerel, disciple de Jacques Copeau, inspiré du scoutisme et des mouvements de la jeunesse chrétienne. Il parcourt avec eux la France pour présenter des spectacles, jusqu'à ce que la guerre éclate. Fait prisonnier lors du conflit, il reste comédien et met en scène théâtre et marionnettes en captivité.
À son retour, en 1945, il monte des spectacles de marionnettes avant de fonder avec Henri Cordreaux en 1947 la Compagnie des marionnettes des Champs-Élysées. Également nommé instructeur national d'art dramatique en 1945, il organise des stages de formation pour théâtre amateur, lors desquels il  rencontre Guy Parigot et sa troupe des Jeunes comédiens de Rennes, primés au concours des Jeunes compagnies. Avec eux, il crée le Centre dramatique de l'Ouest à Rennes en 1949, qu'ils inaugurent en montant Un chapeau de paille d'Italie de Eugène Labiche.
Il devient l'une des chevilles ouvrières de la décentralisation théâtrale conçue par Jeanne Laurent. Sa mission du théâtre public en région est pour lui « de présenter d'abord un répertoire de qualité dans des villes qui, depuis plusieurs décennies, étaient privées de bon théâtre, de former un public pour Molière et Shakespeare comme pour Pirandello et Tchekhov, de faire de chaque région un foyer artistique vivant auquel participent largement des éléments locaux et de former de jeunes talents qui, venant de la province, lui apportent un sang neuf et la chance d'un renouveau théâtral ».
En 1957, il prend la direction du Centre dramatique de l'Est qui déménage de Colmar à Strasbourg, au sein du nouveau Théâtre de Comédie, inauguré le 1er octobre 1957 par sa mise en scène de Hamlet.
Dans la capitale alsacienne, il monte Morvan Lebesque (L'Amour parmi nous, 1957-58), William Shakespeare (Hamlet, 1957-58), Friedrich Dürrenmatt (Romulus le Grand, 1958-59 ; La Visite de la vieille dame, 1960-61 et 1967-68 ; Le Mariage de Monsieur Mississippi, 1961-62 ; Les Physiciens, 1964-65), Victor Hugo (Mille francs de récompense, 1960-61), Paul Claudel (L'Échange, 1959-60 ; Le Soulier de satin, 1965-66), Pierre Corneille (Horace , 1962-63), Eugène Labiche (Les Chemins de fer, 1962-63), Eugene O'Neill (Le Singe velu, 1963-64), Georges Feydeau (Dormez je le veux, 1965-66), Cesare Zavattini, (Comment naît un scénario de cinéma, 1965-66), Heinar Kipphardt (Joël Brand, histoire d'une affaire, 1966-67 à propos de Joel Brand et du comité d'aide et de secours), Molière (L'École des femmes, 1966-67), et Jean-Paul Sartre (Nekrassov, 1968-69). Sous son impulsion et grâce à l'appui d'André Malraux, le centre dramatique de l'Est devient Théâtre national de Strasbourg en 1968.
Abandonnant la direction théâtrale en 1971 en dénonçant la faiblesse et l'irrégularité des subventions publiques, il redevient comédien. Il joue dans Les Camisards, et intègre la Comédie-Française comme pensionnaire entre 1983 et 1986. Il y joue Georges Talbot dans Marie Stuart, Dubois dans Le Misanthrope, Sénèque dans La Mort de Sénèque et Hermocrate dans Le Triomphe de l’Amour.
Metteur en scène des auteurs classiques et contemporains, il est également découvreur de talents. En 1970, il accueille Bernard-Marie Koltès comme étudiant à l'École supérieure d'art dramatique de Strasbourg. En septembre 1997, il lit sur les ondes de France Culture la pièce Onysos le furieux de Laurent Gaudé, que celui-ci lui avait envoyée, lui permettant d'être édité par Actes Sud en 1999 et joué au TNS en 2000.
En 1984, sortent ses mémoires, Histoire d'une famille théâtrale. Il a fait plusieurs apparitions au cinéma sous la direction de Mnouchkine, Rohmer, Resnais ou Allio, et à la télévision (Messieurs les jurés, Les Cinq dernières minutes…).

## Théâtre

### En tant que comédien
- 1949 : Un chapeau de paille d'Italie d'Eugène Labiche et Marc-Michel, mise en scène Maurice Jacquemont, Centre dramatique de l'Ouest
- 1951 : Œdipe ou Le Crépuscule des dieux d'Henri Ghéon, mise en scène Hubert Gignoux, Centre dramatique de l'Ouest
- 1952 : Intermezzo de Jean Giraudoux, mise en scène Maurice Jacquemont, Centre dramatique de l'Ouest
- 1952 : Les Trois Sœurs d'Anton Tchekhov, mise en scène Hubert Gignoux, Centre dramatique de l'Ouest
- 1952 : Les Nouvelles Aventures de Candide d'après Voltaire, mise en scène Hubert Gignoux, Centre dramatique de l'Ouest
- 1953 : La Découverte du nouveau monde d'après Felix Lope de Vega, mise en scène Hubert Gignoux, Centre dramatique de l'Ouest
- 1953 : L'Archipel Lenoir d'Armand Salacrou, mise en scène Hubert Gignoux, Centre dramatique de l'Ouest
- 1953 : Knock ou le triomphe de la médecine de Jules Romains, mise en scène Hubert Gignoux, Centre dramatique de l'Ouest
- 1954 : Le Marchand de Venise de William Shakespeare, mise en scène Hubert Gignoux, Centre dramatique de l'Ouest
- 1958 : L'Amour parmi nous de Morvan Lebesque, mise en scène Hubert Gignoux, Comédie de l'Est, théâtre du Vieux-Colombier
- 1969 : Suréna de Corneille, mise en scène Hubert Gignoux, Théâtre national de Strasbourg
- 1969 : Mille francs de récompense de Victor Hugo, mise en scène Hubert Gignoux, Théâtre national de Strasbourg
- 1969 : Horace de Corneille, mise en scène Hubert Gignoux, Maison de la culture de Reims, théâtre de Nice
- 1970 : Horace de Corneille, mise en scène Hubert Gignoux, Théâtre national de Strasbourg
- 1972 : L'Annonce faite à Marie de Paul Claudel, mise en scène Hubert Gignoux, festival de la Cité (Carcassonne)
- 1975 : Othon de Corneille, mise en scène Jean-Pierre Miquel, Théâtre national de l'Odéon
- 1975 : Suréna de Corneille, mise en scène Jean-Pierre Miquel, Théâtre national de l'Odéon
- 1976 : Don Juan de Max Frisch, mise en scène Jean-Pierre Miquel, Comédie-Française au Théâtre national de l'Odéon
- 1977 : Le Bain de Diane de Pierre Klossowski, mise en scène Brigitte Jaques, Centre Pompidou
- 1977 : Coriolan de William Shakespeare, mise en scène Gabriel Garran, festival d'Avignon puis théâtre de la Commune
- 1977 : Olaf et Albert de Heinrich Henkel, mise en scène Jacques Lassalle, théâtre de l'Athénée
- 1979 : Les Fausses Confidences de Marivaux, mise en scène Jacques Lassalle, théâtre Gérard-Philipe
- 1980 : Du côté des îles de Pierre Laville, mise en scène Jacques Rosner, Théâtre national de l'Odéon
- 1983 : Marie Stuart de Friedrich von Schiller, mise en scène Bernard Sobel, Comédie-Française au festival d'Avignon puis théâtre de Gennevilliers
- 1986 : Don Carlos de Friedrich von Schiller, mise en scène Michelle Marquais, festival d'Avignon puis théâtre de la Ville
- 1987 : Britannicus de Racine, mise en scène Jean Leuvrais, Carré Silvia-Monfort
- 1988-1989 : Dom Juan de Molière, mise en scène Marcel Maréchal, La Criée puis MC93 Bobigny
- 1989 : Villa Luco de Jean-Marie Besset, mise en scène Jacques Lassalle, Théâtre national de Strasbourg
- 1991 : Roberto Zucco de Bernard-Marie Koltès; mise en scène Bruno Boëglin, TNP Villeurbanne puis théâtre de la Ville
- 1991 : Richard II de William Shakespeare, mise en scène Eric Sadin, théâtre de l'Athénée-Louis-Jouvet
- 1994 : Andromaque d'Euripide, mise en scène Jacques Lassalle, festival d'Avignon

### En tant que metteur en scène
- 1946 : L’Enfant et la Foule de José Van den Esch et Henri Cordreaux, Studio des Champs-Elysées

#### Centre dramatique de l'Ouest
- 1949 : Un chapeau de paille d'Italie d'Eugène Labiche
- 1949 : Le Baladin du monde occidental de John Millington Synge
- 1949 : L'Avare de Molière
- 1950 : L'Échange de Paul Claudel
- 1950 : Les Chevaliers de la table ronde de Jean Cocteau
- 1950 : La Critique de l'école des femmes de Molière
- 1950 : L'École des femmes de Molière
- 1950 : La Méprise de Marivaux
- 1950 : Barberine d'Alfred de Musset
- 1951 : Œdipe ou le Crépuscule des dieux de Henri Ghéon
- 1951 : Volpone de Ben Jonson
- 1952 : Asmodée de François Mauriac
- 1952 : Les Nouvelles Aventures de Candide d'après Voltaire
- 1952 : Les Trois Sœurs d'Anton Tchekhov
- 1953 : Le Misanthrope de Molière
- 1953 : La Découverte du nouveau monde d'après Felix Lope de Vega
- 1953 : L'Archipel Lenoir d'Armand Salacrou
- 1953 : Knock ou le triomphe de la médecine de Jules Romains
- 1954 : Danse de mort d'August Strindberg
- 1954 : Le Marchand de Venise de William Shakespeare
- 1954 : Le Voyageur sans bagage de Jean Anouilh
- 1954 : La Découverte du nouveau monde de Morvan Lebesque, Théâtre des Mathurins
- 1955 : L'Otage de Paul Claudel
- 1955 : Le Manège amoureux de René Benjamin, Tristan Bernard, Georges Courteline et Jules Renard
- 1956 : Noë d'André Obey
- 1956 : Bérénice de Racine

#### Centre dramatique de l'Est
- 1957 : Hamlet de William Shakespeare
- 1958 : L'Amour parmi nous de Morvan Lebesque, Comédie de l'Est puis théâtre du Vieux-Colombier
- 1958 : Romulus le Grand de Friedrich Dürrenmatt
- 1959 : L'Échange de Paul Claudel
- 1961 : La Visite de la vieille dame de Friedrich Dürrenmatt, Comédie de l'Est puis théâtre de l'Ambigu
- 1961 : Mille francs de récompense de Victor Hugo, Comédie de l'Est puis théâtre de l'Ambigu
- 1962 : Le Mariage de Monsieur Mississippi de Friedrich Dürrenmatt
- 1962 : Horace de Corneille
- 1963 : Les Chemins de fer de Eugène Labiche
- 1963 : Le Singe velu de Eugene O'Neill
- 1964 : Les Physiciens de Friedrich Dürrenmatt
- 1965 : Dormez, je le veux ! de Georges Feydeau
- 1966 : Le Soulier de satin de Paul Claudel
- 1966 : Comment naît un scénario de cinéma de Cesare Zavattini, Comédie de l'Est puis théâtre de l'Athénée
- 1966 : Joël Brand, histoire d'une affaire de Heinar Kipphardt
- 1967 : L'École des femmes de Molière
- 1967 : La Visite de la vieille dame de Friedrich Dürrenmatt

Théâtre national de Strasbourg
- 1968 : Nekrassov de Jean-Paul Sartre
- 1969 : Suréna de Corneille
- 1969 : Mille francs de récompense de Victor Hugo
- 1969 : Horace de Corneille, TNS puis Maison de la culture de Reims
- 1972 : L'Annonce faite à Marie de Paul Claudel, festival de la Cité (Carcassonne)

### En tant qu'auteur
- 1955 : L'Île de la providence d’Hubert Gignoux, mise en scène René Lafforgue, théâtre des Noctambules

## Filmographie

### Cinéma
- 1972 : Les Camisards de René Allio : L'abbé de Chalonges
- 1973 : Le Fils de Pierre Granier-Deferre : Juliani
- 1975 : Le Petit Marcel de Jacques Fansten : Le maire
- 1975 : Cousin, cousine de Jean-Charles Tacchella : Thomas
- 1975 : Section spéciale de Costa-Gavras : Le juge en noir
- 1976 : Moi, Pierre Rivière, ayant égorgé ma mère, ma sœur et mon frère... de René Allio
- 1978 : La Raison d'État d'André Cayatte : Le ministre de la guerre
- 1978 : Perceval le Gallois d'Éric Rohmer: L'ermite
- 1978 : Molière d'Ariane Mnouchkine : L'évêque
- 1980 : Le Grain de sable de Pomme Meffre
- 1982 : L'Honneur d'un capitaine de Pierre Schoendoerffer : Le juge
- 1986 : Mélo d'Alain Resnais : Le prêtre
- 1988 :  L'Enfance de l'art de Francis Girod

### Télévision
- 1973 : Jeppe des collines de Ludvig Holberg, réalisation Bernard Sobel
- 1975 : Mourir pour Copernic de Bernard Sobel
- 1975 : Les Compagnons d'Eleusis de Claude Grinberg : Verdier
- 1975 : L'Attentat de Damiens de Pierre Cavassilas : Louis XV
- 1975 : La Mort d'un touriste d'Abder Isker
- 1975-1983 : Messieurs les jurés : Le personnage de l'avocat général
  - L'Affaire Andouillé de Michel Genoux (1975)
  - L'Affaire Cleurie de Jacques Krier (1976)
  - L'Affaire Vilquier de Jacques Krier (1977)
  - L'Affaire Moret d'André Michel (1978)
  - L'Affaire Enriquez d'André Michel (1981)
  - L'Affaire Crozet d'Alain Franck (1983)
- 1976 : Adios, mini-série réalisée par André Michel
- 1977 : Les Cinq Dernières Minutes : Nadine de Philippe Joulia : Germain
- 1980 : La Faute d'André Cayatte : Le professeur Bernardi
- 1980 : Les Cinq Dernières Minutes Claude Loursais, épisode La boule perdue
- 1981 : Nana de Maurice Cazeneuve : M. Venot
- 1982 : Délit de fuite de Paul Seban : maître Vernier
- 1983 : Les Cinq Dernières Minutes, épisode : À bout de course de Claude Loursais
- 1983 : Secret diplomatique de Denys de La Patellière et Claude Barrois

## Radio
- 1937 : Les Aventures de Lududu, Radio Luxembourg

## Publications
- Hubert Gignoux, Histoire d'une famille théâtrale, éditions de l'Aire / ANRAT, 1993
- Hubert Gignoux, Un rire : essai d'histoire subjective de la comédie, L'Harmattan, 2001
- Hubert Gignoux, Jean Anouilh, éd. du Temps présent, 1946
- Hubert Gignoux, Judas, Jeux dramatiques pour l'enfance et la jeunesse, Collection dirigée par Olivier Hussenot, Les Éditions Françaises Nouvelles, 1943

## Distinctions

### Récompenses
- 1961 : prix du Syndicat de la critique pour La Visite de la vieille dame
- Molières 2000 : Molière d'honneur

### Décorations
- Commandeur de l'ordre des Arts et des Lettres
- Commandeur de la Légion d'honneur

### Hommage
L'une des deux salles du Théâtre national de Strasbourg porte son nom.

## Sources
- Biographie sur le site du Théâtre national de Strasbourg par Evelyne Ertel, d'après Michel Corvin, Le Dictionnaire encyclopédique du Théâtre, Paris, Larousse, 2001
- « Hubert Gignoux », Le Monde 2 mars 2008